# ジルマネー
Zil Money（ジルマネー） は、インドの企業間決済プラットフォームです。

## 歴史
Zil Moneyは2012年に設立されました。Zil Moneyは、中小企業向けに給与キャッシュフローの管理を支援する「クレジットカード給与計算」などの多くの機能を導入してきました。 Zil Moneyは、Sage、Xero、QuickBooks、Zoho、Gusto、Zapier、Bill.comなどの多くの会計ソフトウェアと統合して、ビジネスの支払いを高速化します。 Zil Moneyは、OnlineCheckWriter.comとZilBank.comも所有していたZil Corporation の子会社です。 Zil Moneyは、PlexおよびSunrise Bankとも提携しています。